# Wolfgang Reisig

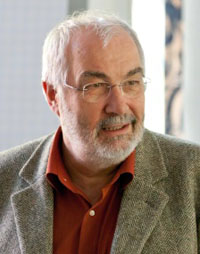
Wolfgang Reisig

Wolfgang Reisig (* 1950) ist ein deutscher Informatiker und Hochschullehrer. Er ist emeritierter Professor für Softwaretechnik und Theorie der Programmierung an der Humboldt-Universität zu Berlin. Reisig ist insbesondere bekannt für seine Publikationen zu Petri-Netzen.

## Werdegang
Reisig studierte in Karlsruhe und Bonn Mathematik und promovierte 1979 an der RWTH Aachen. Zwischen 1981 und 1987 war er Projektleiter bei der Gesellschaft für Mathematik und Datenverarbeitung, bei Carl Adam Petri. 1987 habilitierte er sich in Bonn. Als Professor lehrte er von 1988 bis 1993 an der TU München und von 1993 bis zur Emeritierung 2015 an der Humboldt-Universität zu Berlin. Seit Ende der 2010er Jahre arbeitet Reisig gemeinsam mit Peter Fettke zur Modellierungs-Infrastruktur HERAKLIT.
Mehrmonatige Forschungsaufenthalte und Gastprofessuren führten ihn an das International Computer Science Institute (ICSI), Berkeley, USA (1997), das TECHNION in Haifa, Israel (2000/2001), zu Microsoft Research (2005/2005 und 2008/2009), das Royal Melbourne Institute for Technology (RMIT) in Melbourne, Australien (2018) sowie an die Universitäten Melbourne (2019) und Wien (2024).

## Veröffentlichungen (Auswahl)
Wolfgang Reisigs Veröffentlichungen wurden bereits über 15.000 mal zitiert (Stand Juli 2025).
- Petrinetze: Eine Einführung. 2. Auflage, Springer, Berlin et al. 1986.
- Elements of Distributed Algorithms: Modeling and Analysis with Petri Nets. Springer, Berlin et al. 1998.
- Understanding Petri Nets: Modeling Techniques, Analysis Methods, Case Studies. Springer, Berlin et al. 2010.
- Petri nets and algebraic specifications. In: Theoretical Computer Science. Volume 80, Issue 1, S. 1–34.
- mit Peter Fettke: Understanding the digital world: modeling with Heraklit. Springer Cham 2024, ISBN 978-3-031-61897-0

## Auszeichnungen und Mitgliedschaften
- 2000/ 2001: "Lady Davis Visiting Professorship" an der Technion, Haifa, Israel[2]
- 2002: IBM Faculty Award "Cross-organizational Business Processes (Composition of Web Services)”[2]
- 2005: IBM Faculty Award “Advanced Model Analysis for Web Service-based Cooperating Business Processes”[2]
- 2006: Beta Chair der Beta Research School for Operations Management and Logistics an der Technischen Universität Eindhoven[2]
- seit 2006: Mitgliedschaft in der Academia Europaea[5]
- 2012: Carl Adam Petri Medal der Society for Design and Process Science (SDPS)[2]